# 5365 Fievez
5365 Fievez è un asteroide della fascia principale. Scoperto nel 1981, presenta un'orbita caratterizzata da un semiasse maggiore pari a 2,2203660 au e da un'eccentricità di 0,0956201, inclinata di 1,60235° rispetto all'eclittica.
L'asteroide è dedicato all'astrofisico belga Charles Fievez.